# Vologas V.
Vologas V. Partski, veliki kralj Partskega cesarstva, ki je vladal od leta 191 do 208. Od leta 186 do 198 je bil tudi rimski vazalni kralj Armenskega kraljestva, v katerem je vladal kot Vologas II. ali Vagharš II. (armensko Վաղարշ),  ni znano, ni znano.
Bil je sin kralja Vologasa IV. (vladal 147-191). Njegovemu nasledstvu je nasprotoval rivalski kralj Kosroj II. (vladal 190), ki je že pred smrtjo Vologasovega očeta prevzel oblast v Mediji. Vologas je Kosroja očitno hitro odstavil.
Leta 195 ga je napadel rimski cesar Septimij Sever (vladal 193–211).  Vdrl je v Mezopotamijo, zasedel Nisibis  in leta 199 izropal partsko prestolnico Ktezifon. Mnogo ujetih Partov je prodal v suženjstvo. Poskušal je osvojiti tudi arabsko obmejno trdnjavo v Atri, vendar mu to ni uspelo. Leta 202 je bil sklenjen mir, s katerim je Rimsko cesarstvo obdržalo celo Mezopotamijo. 
Vologasa V. je nasledil starejši sin Vologas VI. (vladal 208–228). Mlajši sin Artaban V. se je temu uprl in izbruhnila je državljanska vojna. Vologas V. je imel še dva sinova: Reva I., ki je postal kralj Kavkaške Iberije, in Kosroja I., ki je nasledil njegovo Armensko kraljestvo.
| Vologas V. Arsakidska dinastijaRojen: ni znano Umrl: ni znano |                                                  |                        |
| Vladarski nazivi                                              |                                                  |                        |
| Predhodnik: Vologas IV.                                       | Veliki kralj (šah) Partskega cesarstva 191 - 208 | Naslednik: Vologas VI. |

## Sklica
1. ↑  Ahmad Hasan Dani, History of Civilizations of Central Asia, Motilal Banarsidass, 1994, str. 474.
2. ↑  Chang Kuan-ta, The crossroads of civilizations: A.D. 250 to 750, Imprimerie Darantiere, 1996, str. 35.

## Vira
- Encyclopædia Britannica, 11. izdaja, Cambridge University Press, 1911.
- M.A.R. Colledge, The Parthians, Thames and Hudson, London, 1967, str. 53, 168–171.